# Palaemon (mythologie)

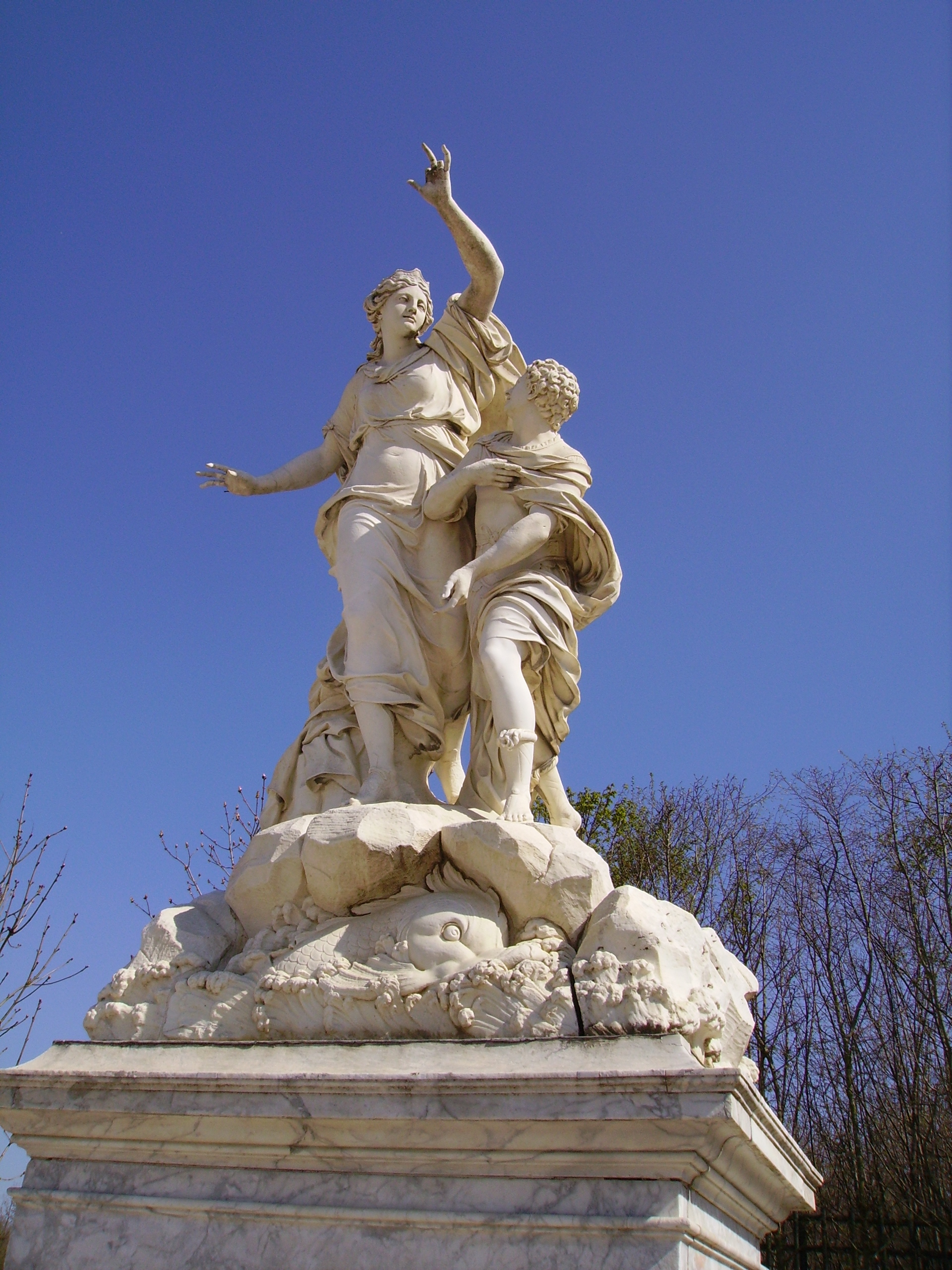
Paleaomon en Ino.

Palaemon, Grieks: Παλαίμων, is een zeegod uit de Griekse mythologie. Hij was een Argonaut.
Hij werd als mens geboren onder de naam Melikertes, en was de jongste zoon van Cadmus' dochter Ino en van de Boeotische prins Athamas. Ino was een zus van Semele, die door een list van Hera door haar minnaar Zeus werd gedood. Na Semele's dood zorgde Ino voor haar neefje, de god Dionysus, waarop Hera ook háár strafte door haar man Athamas krankzinnig te maken. Uiteindelijk wierp ze zich met haar zoon Melikertes in de zee, waarop zij beiden werden veranderd in de zeegoden Leucothea en Palaemon.
Na deze metamorfose stuurde Zeus het lichaam van Palaemon op de rug van een dolfijn naar de Isthmos van Korinthe waar het aan land werd geworpen en onmiddellijk vereerd werd. Te zijner ere zou de Korinthische koning Sisyphus de Isthmische Spelen ingesteld hebben.